# NGC 4507
NGC 4507 ist eine Balken-Spiralgalaxie mit aktivem Galaxienkern vom Hubble-Typ SBb im Sternbild Zentaur am Südsternhimmel. Sie ist schätzungsweise 150 Millionen Lichtjahre von der Milchstraße entfernt und hat einen Durchmesser von etwa 75.000 Lj.
Im selben Himmelsareal befinden sich u. a. die Galaxien NGC 4499, NGC 4553, NGC 4575.
Das Objekt wurde am 5. Juni 1834 von dem britischen Astronomen John Herschel mit Hilfe seines 18,7 Zoll-Spiegelteleskops entdeckt.